# Street Parade

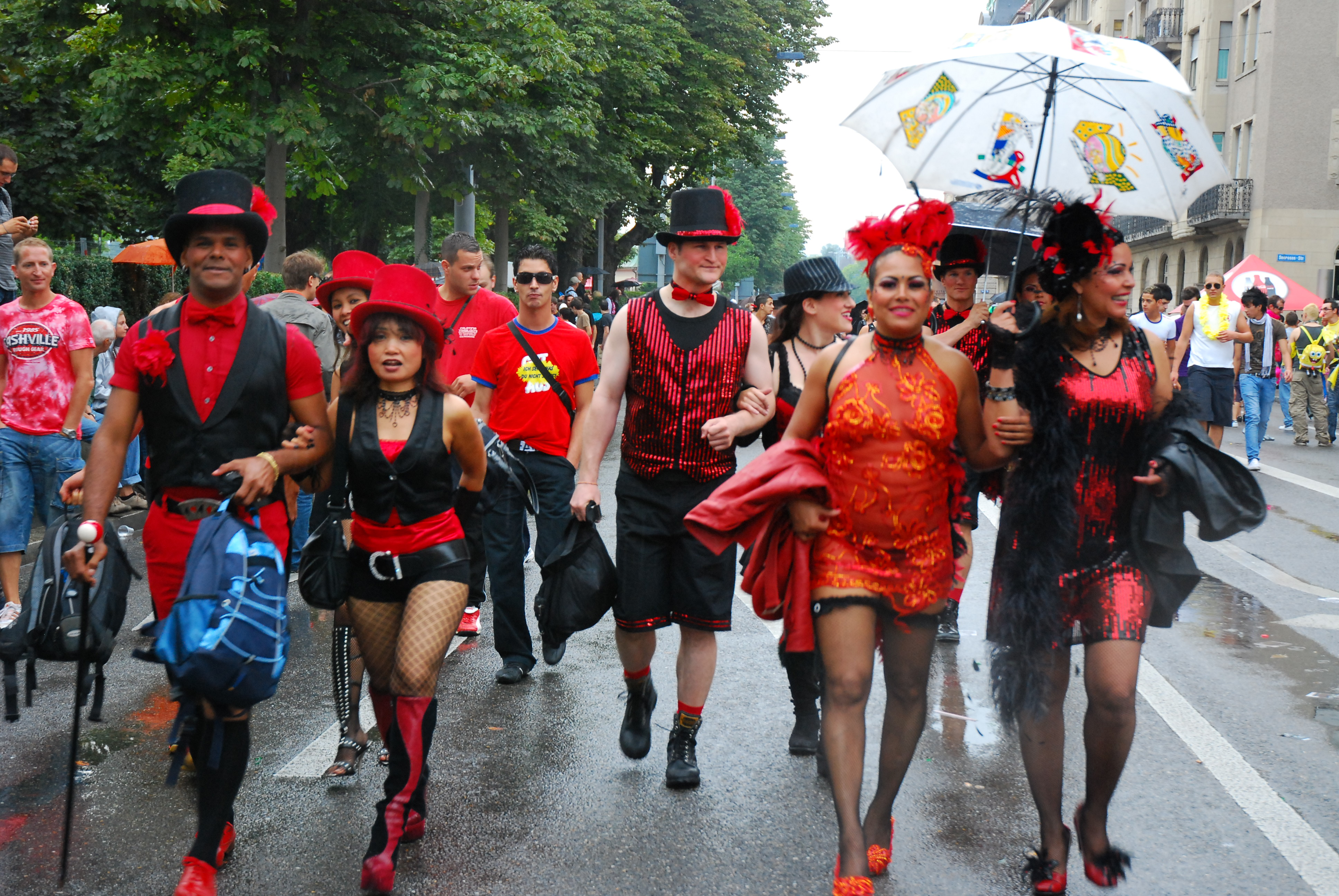
Street Parade Still Have a Dream - 8 sierpnia 2009

Street Parade - coroczna impreza plenerowa muzyki elektronicznej która odbywa się w Zurychu (Szwajcaria). Wzorowana jest na Love Parade i tak samo po głównych ulicach miasta poruszają się platformy, które pod koniec imprezy rozjeżdżają się po placu w centrum miasta, aby tam grać jednocześnie różne style muzyki elektronicznej. Każda z imprez co roku posiada inne hasło główne imprezy i hymn. Zwyczajem stało się przebieranie uczestników w przeróżne stroje często ręcznie robione specjalnie na okazje parady. 